# Warenhaus Althoff
Das Warenhaus Althoff war ein 1914 eröffnetes Warenhaus in der Leipziger Innenstadt. Das an der Petersstraße 31–35 gelegene Gebäude wurde später als Freies Kaufhaus, als Centrum Warenhaus Leipzig und von 1990 bis 2019 als Karstadt Leipzig weitergeführt.

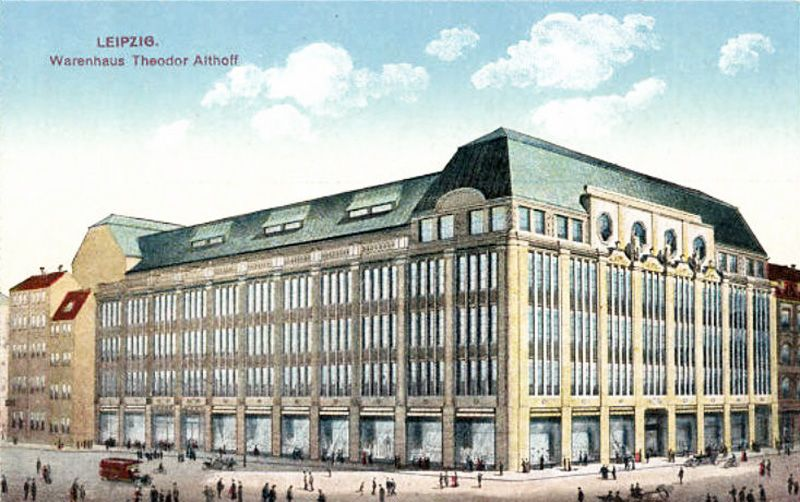
Warenhaus Althoff Leipzig, um 1920

## Geschichte bis 1945

Logo des Leipziger Althoff-Warenhauses, 1914

Die in Düsseldorf ansässige Gebr. Schöndorff AG erwarb unter dem Namen 3 Rosen G.m.b.H. ein etwa 8300 Quadratmeter großes, in der Leipziger Innenstadt gelegenes Areal zwischen Petersstraße, Preußergäßchen und Neumarkt, um für Theodor Althoff in einer dritten deutschen Großstadt nach Dortmund und Essen ein großes Warenhaus zu errichten.

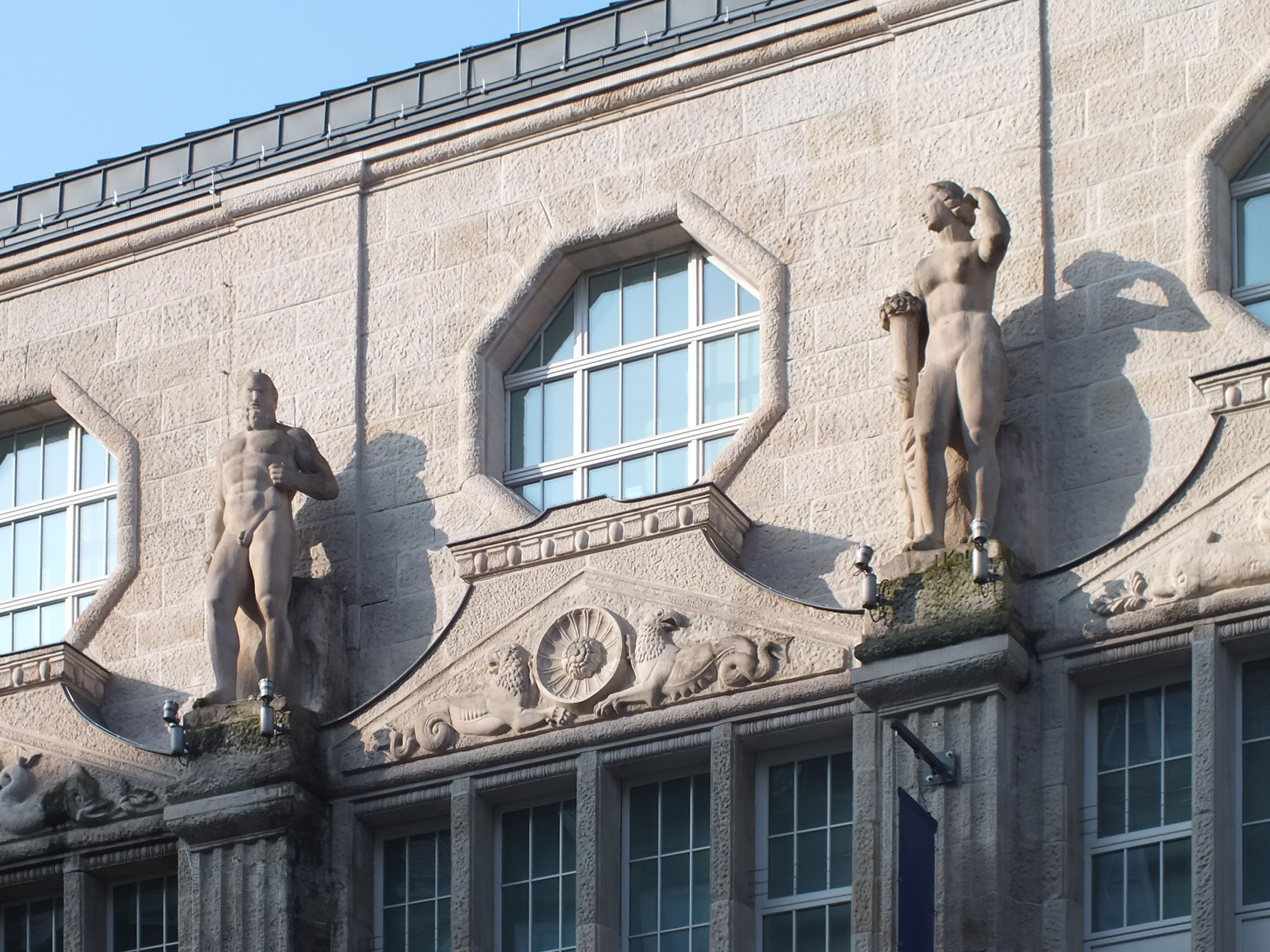
Originaler Bauschmuck auf der Neumarktseite (2018)

Bedeutende und zu diesem Zeitpunkt schon teilweise abgetragene Vorgängerbauten auf dem Gelände waren unter anderem die renommierten Häuser Hôtel de Bavière (1768 erstmals so genannt, ab 1887 Hotel Central) in der Petersstraße 25 sowie der Gasthof Drei Rosen in der Petersstraße 27, in denen zahlreiche Persönlichkeiten wie Jean Paul, Friedrich Schiller, Robert Schumann, Felix Mendelssohn Bartholdy, Ferdinand David oder Friedrich List übernachteten oder sich zusammenfanden. Das Geburtshaus von Clara Schumann, das an der Ecke Preußergäßchen/Neumarkt befindliche Gebäude Hohe Lilie, konnte zu dem Zeitpunkt noch nicht erworben werden. Das Grundstück wurde erst 2006 in das Gesamtensemble integriert.
Nach Abtragung vorhandener Gebäude wurde zwischen 1912 und 1914 das Warenhaus errichtet. Als Architekt zeichnete sich Philipp Schaefer unter Mitarbeit von Gustav Pflaume aus, für die bauplastischen Elemente an der sachlich aus Main-Sandstein gestalteten und heute denkmalgeschützten Fassade war der Düsseldorfer Bildhauer Johannes Knubel verantwortlich. Der asymmetrisch geschnittene Bau hatte fünf nutzbare Geschosse, eine ursprünglich geplante Freitreppe konnte nicht verwirklicht werden. Im Inneren des Hauses waren drei große Lichthöfe mit gewölbten gläsernen Dächern vorzufinden, wobei der zentral gelegene mit schweren Kronleuchtern ausgestattet war. Für jedes Geschoss wurden im Inneren unterschiedliche repräsentative Holz- und Edelholzarten verbaut: Das Erd- und das erste Obergeschoss waren mit Mahagoni mit Intarsien aus Birnbaum gestaltet, im zweiten und dritten Obergeschoss dominierten Eiche und Palisander. Einzelne Anprobe- sowie andere Räumlichkeiten bestanden aus weiteren verschiedenen Hölzern. Insgesamt bot das Warenhaus bei Eröffnung 54 Abteilungen, wobei das vierte mit Marmor, Fliesen und Majolika ausgekleidete Obergeschoss Lebensmitteln vorbehalten war; hier waren außerdem unter anderem die Verwaltung und die hauseigene Druckerei vorzufinden. Zum Zeitpunkt der Eröffnung hatte das Haus etwa 1500 Angestellte.

Innenansichten des Warenhauses, 1914
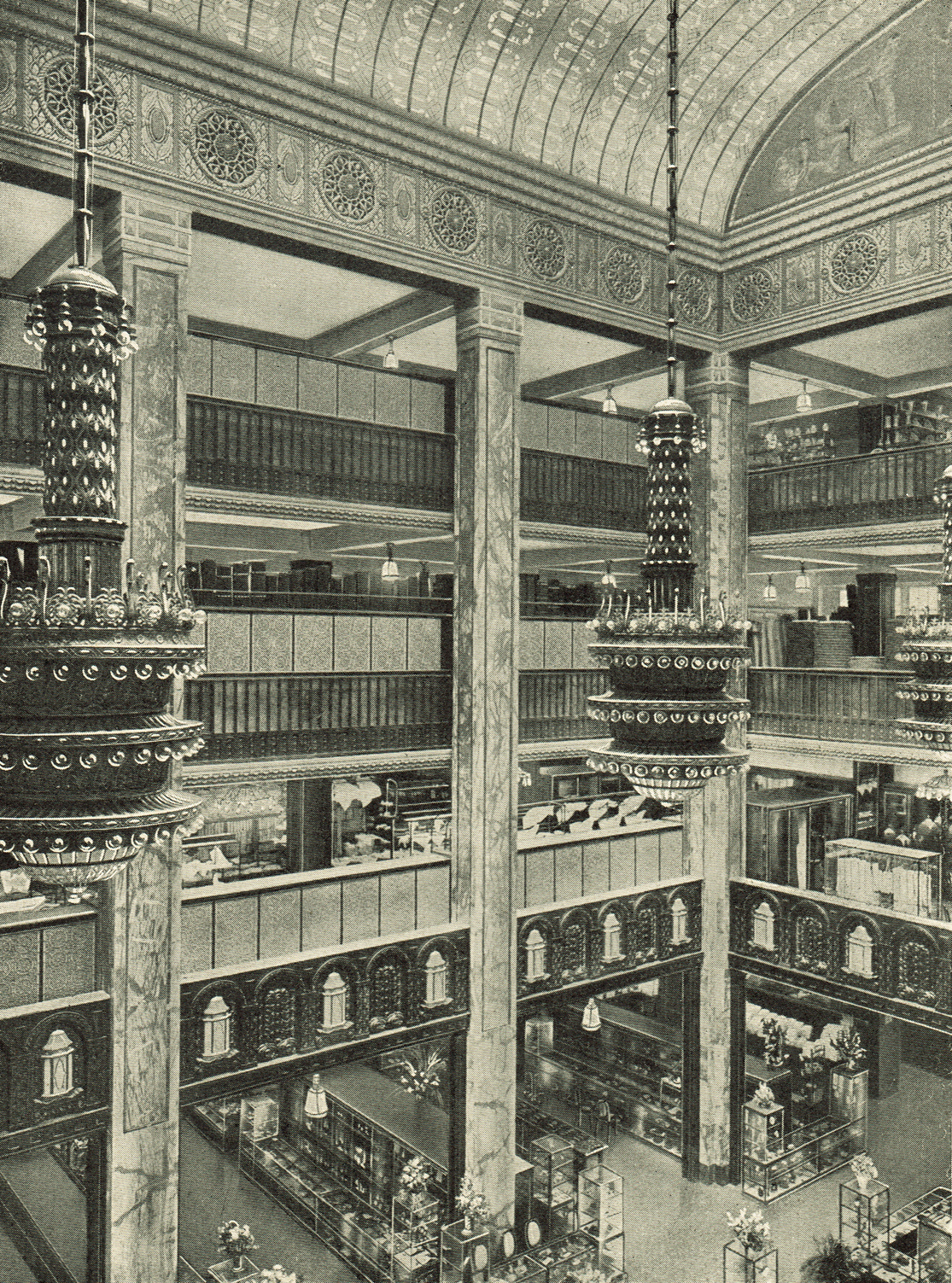
mittlerer großer Lichthof
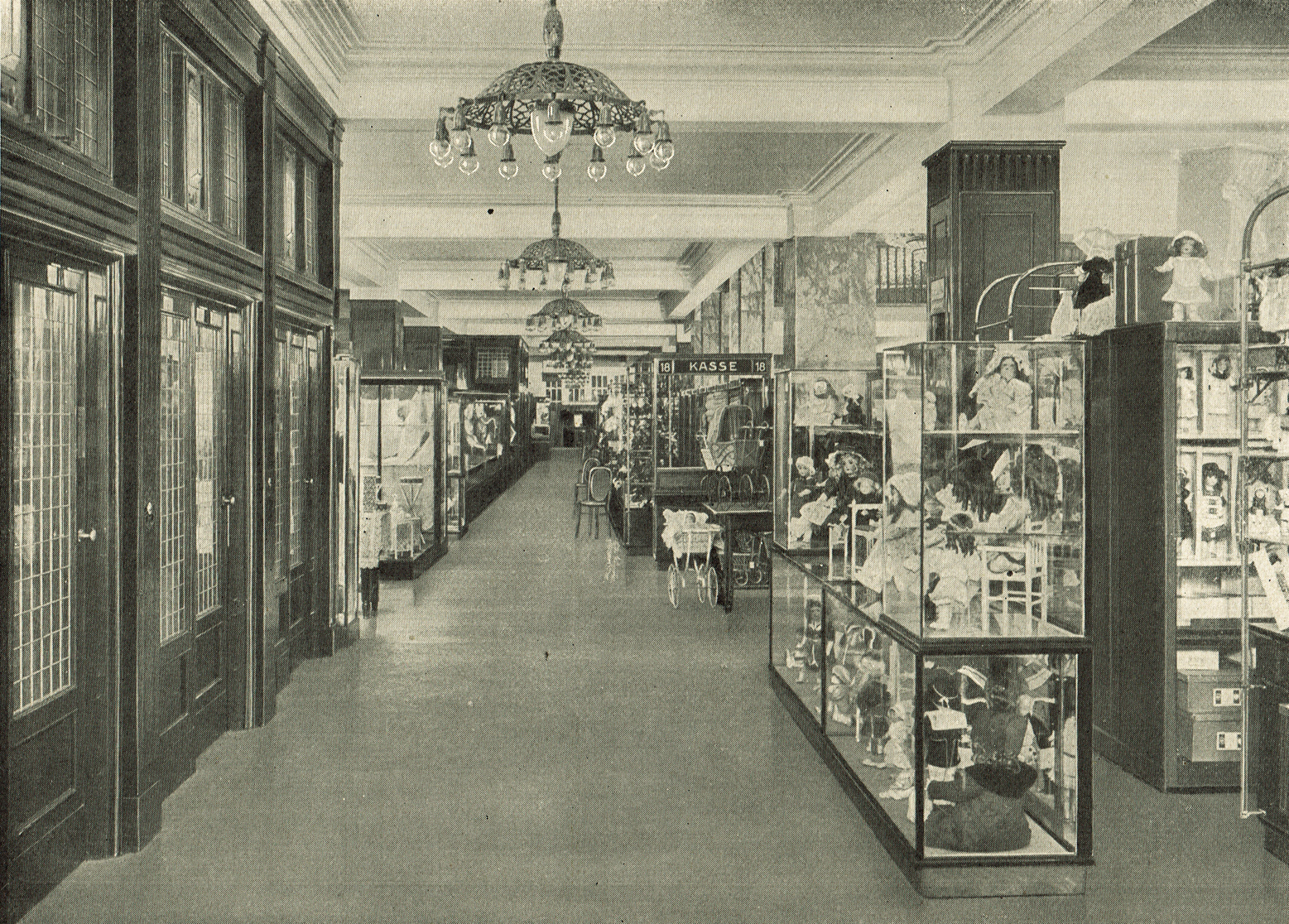
erstes Obergeschoss
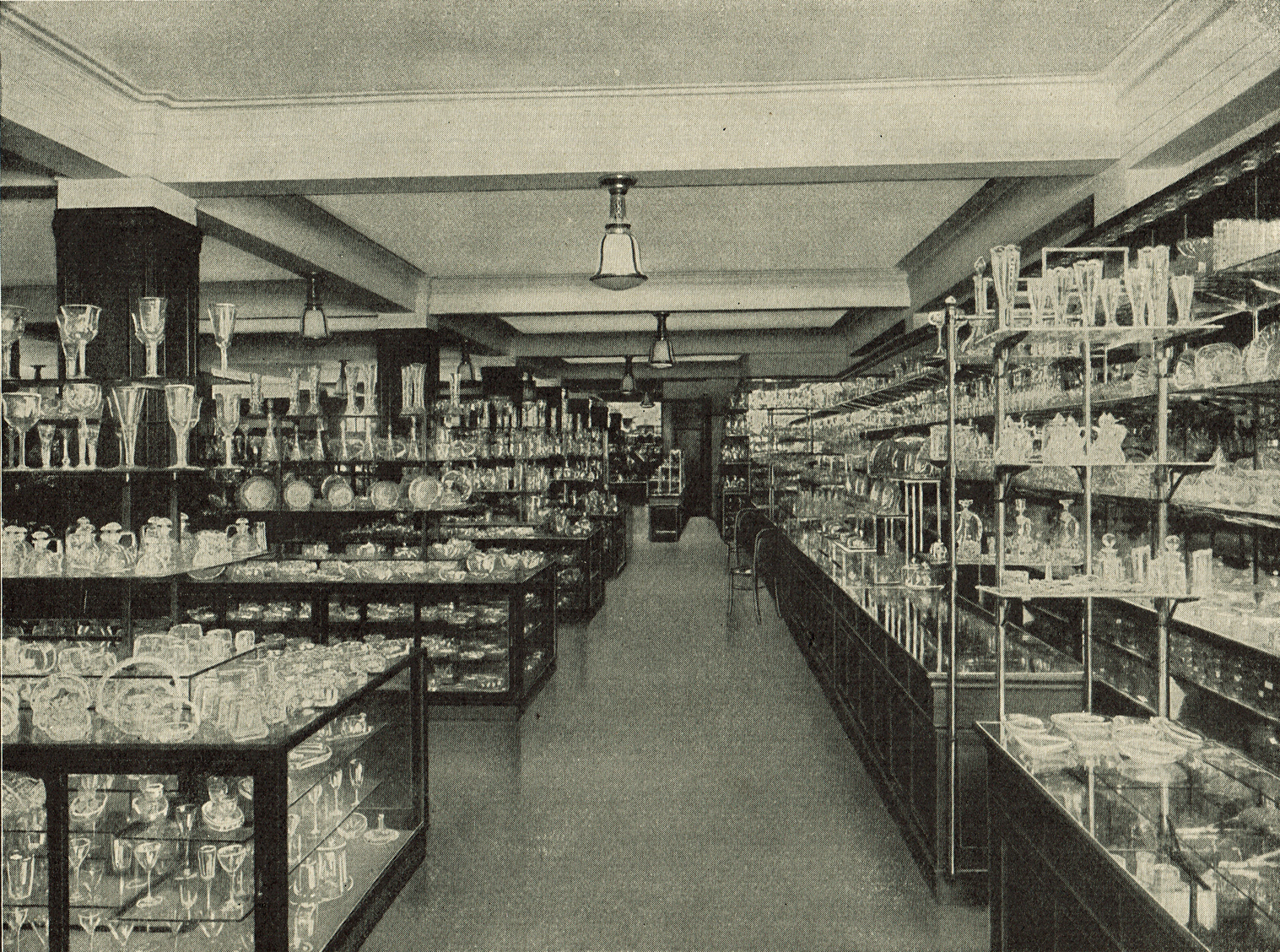
Abteilung Glas und Kristall
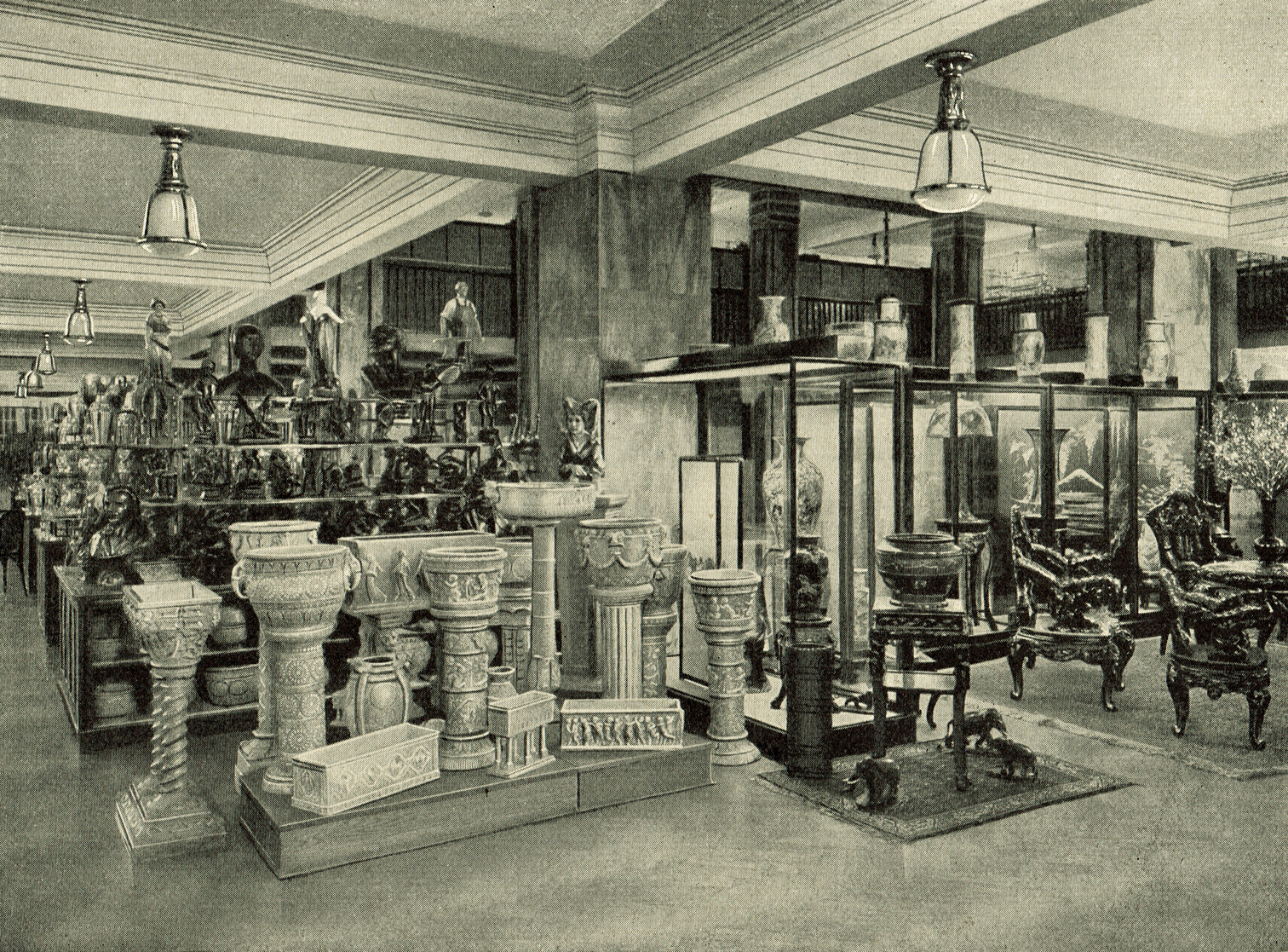
Galanterie-Abteilung
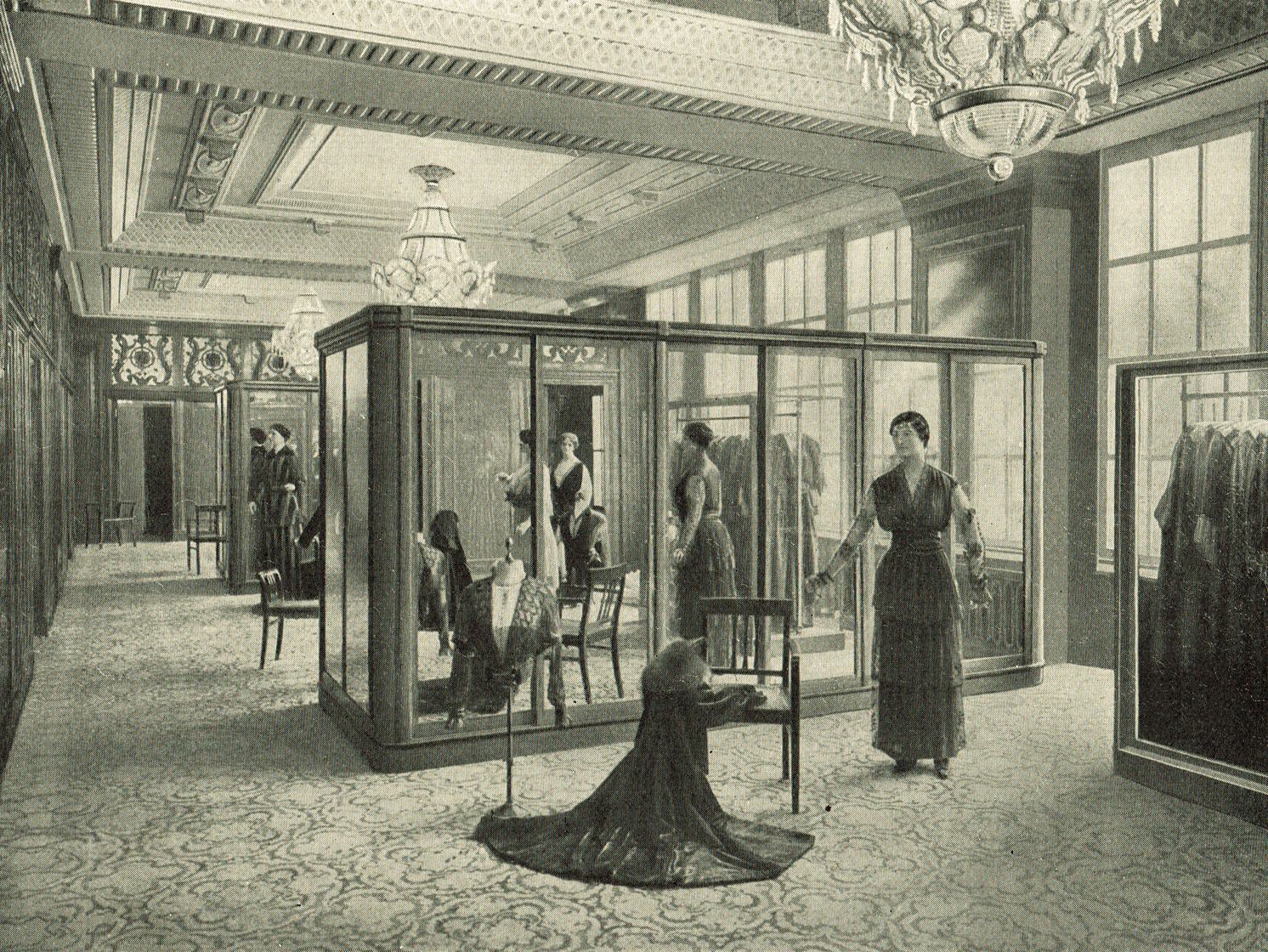
Damen-Konfektion
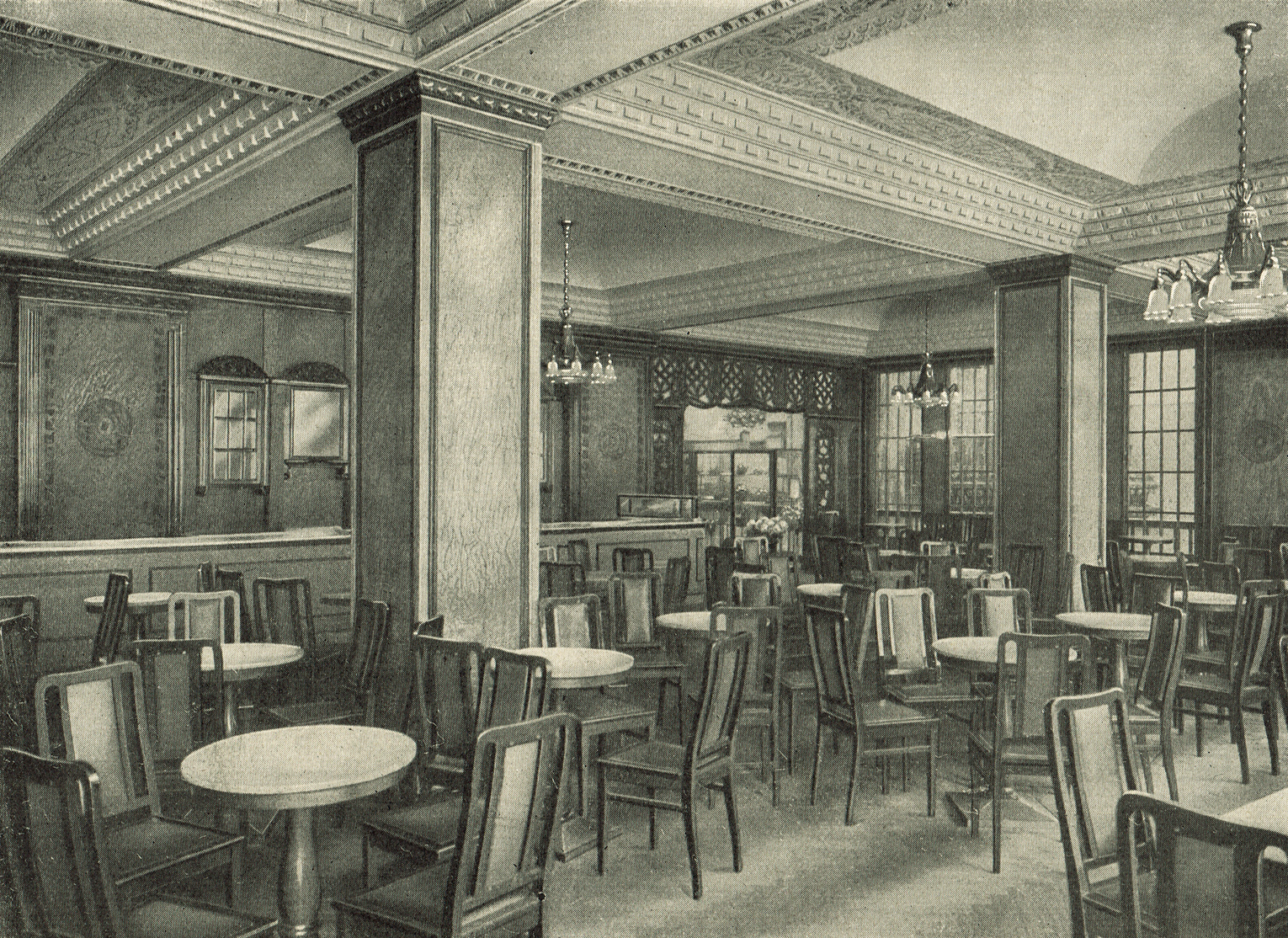
Erfrischungsraum

Grundrisse der Geschosse, 1914
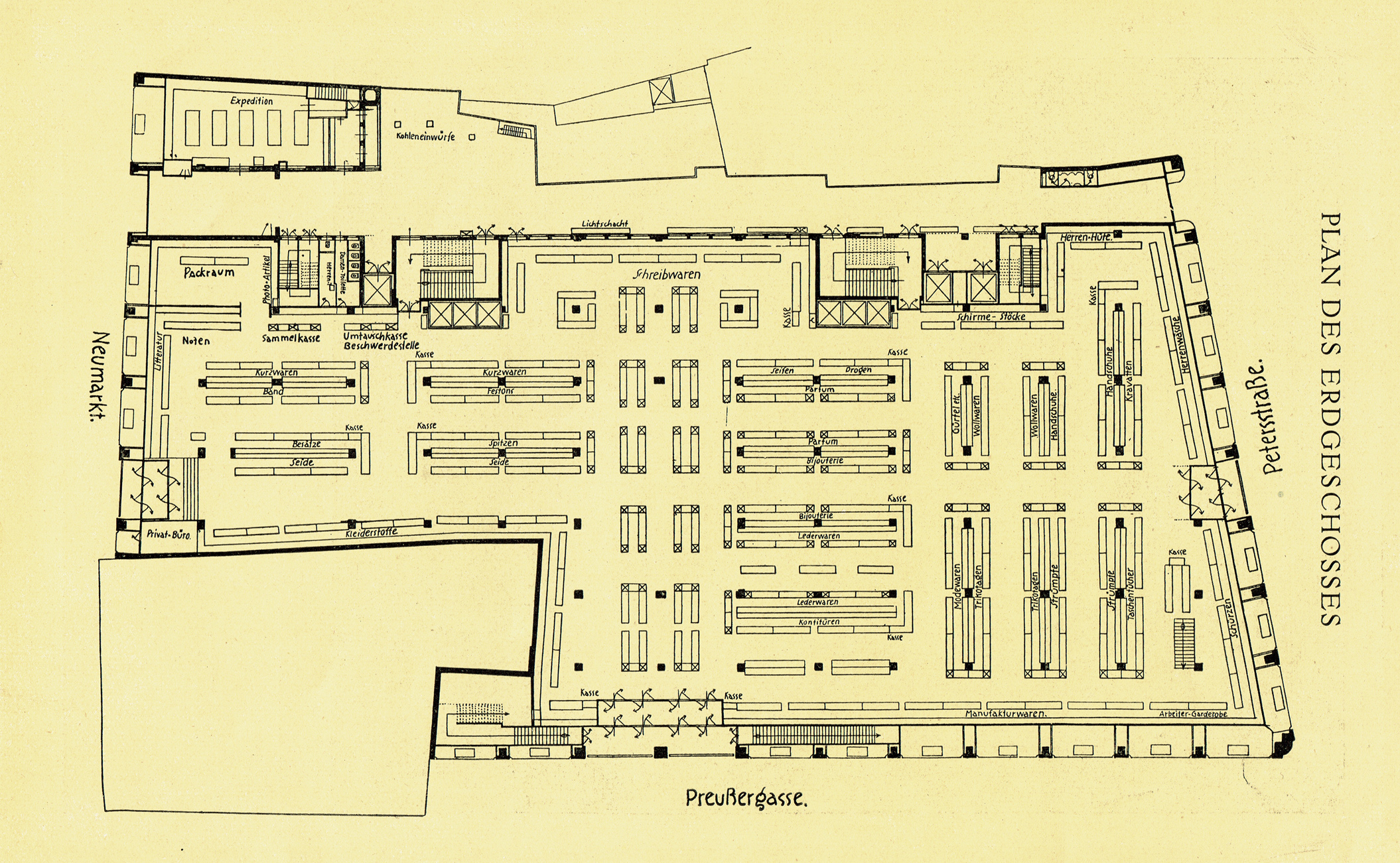
Erdgeschoss
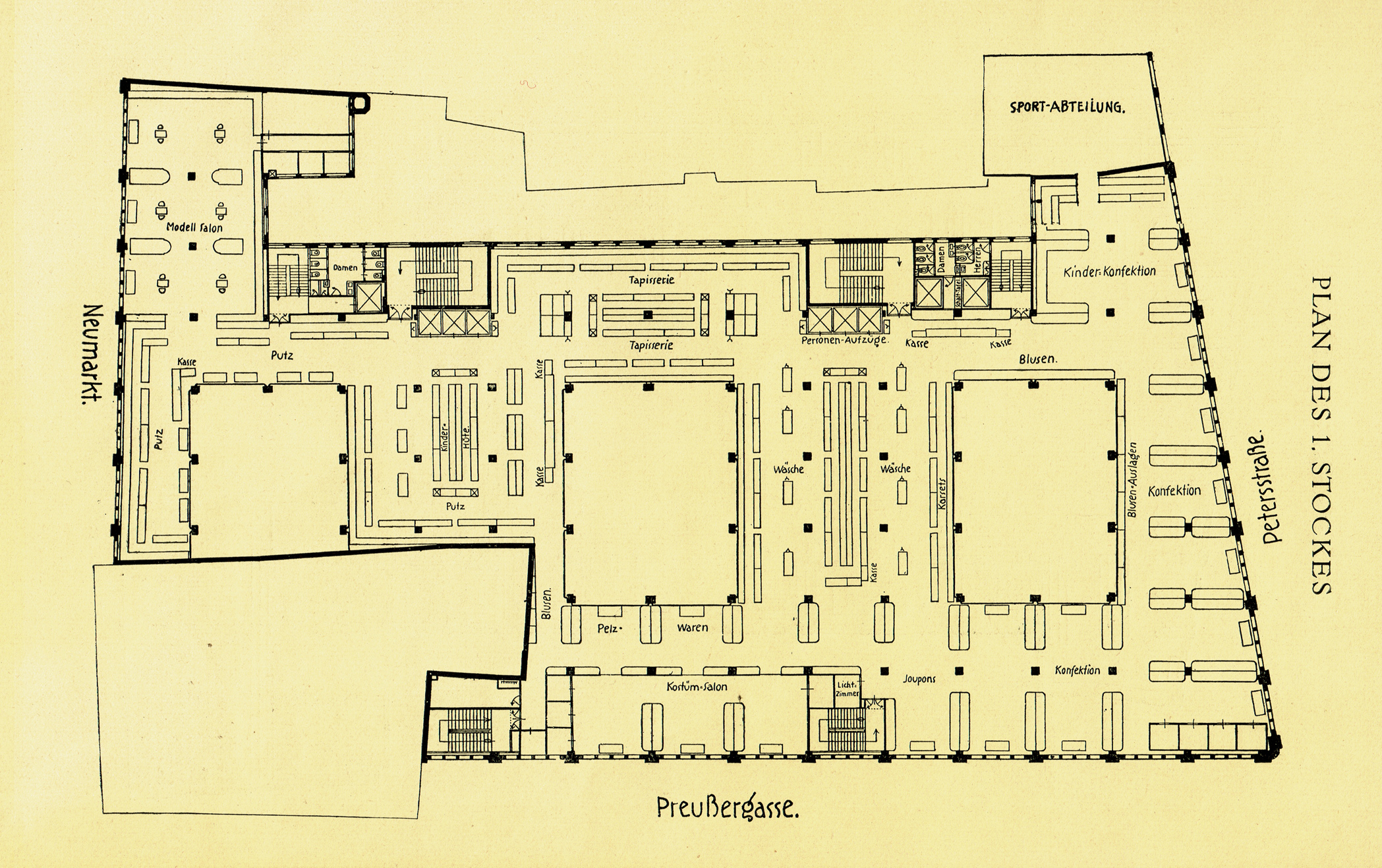
erstes Obergeschoss
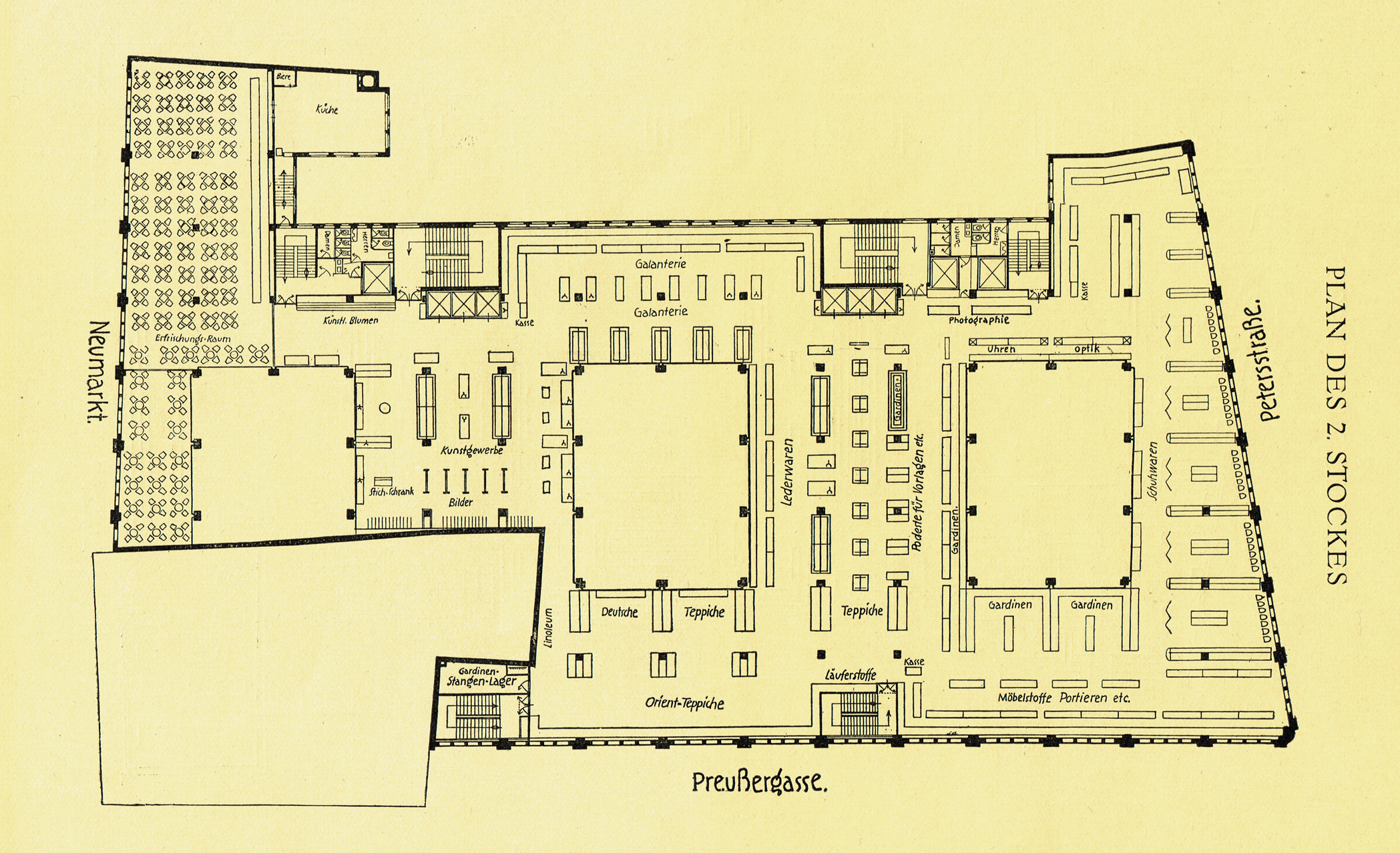
zweites Obergeschoss
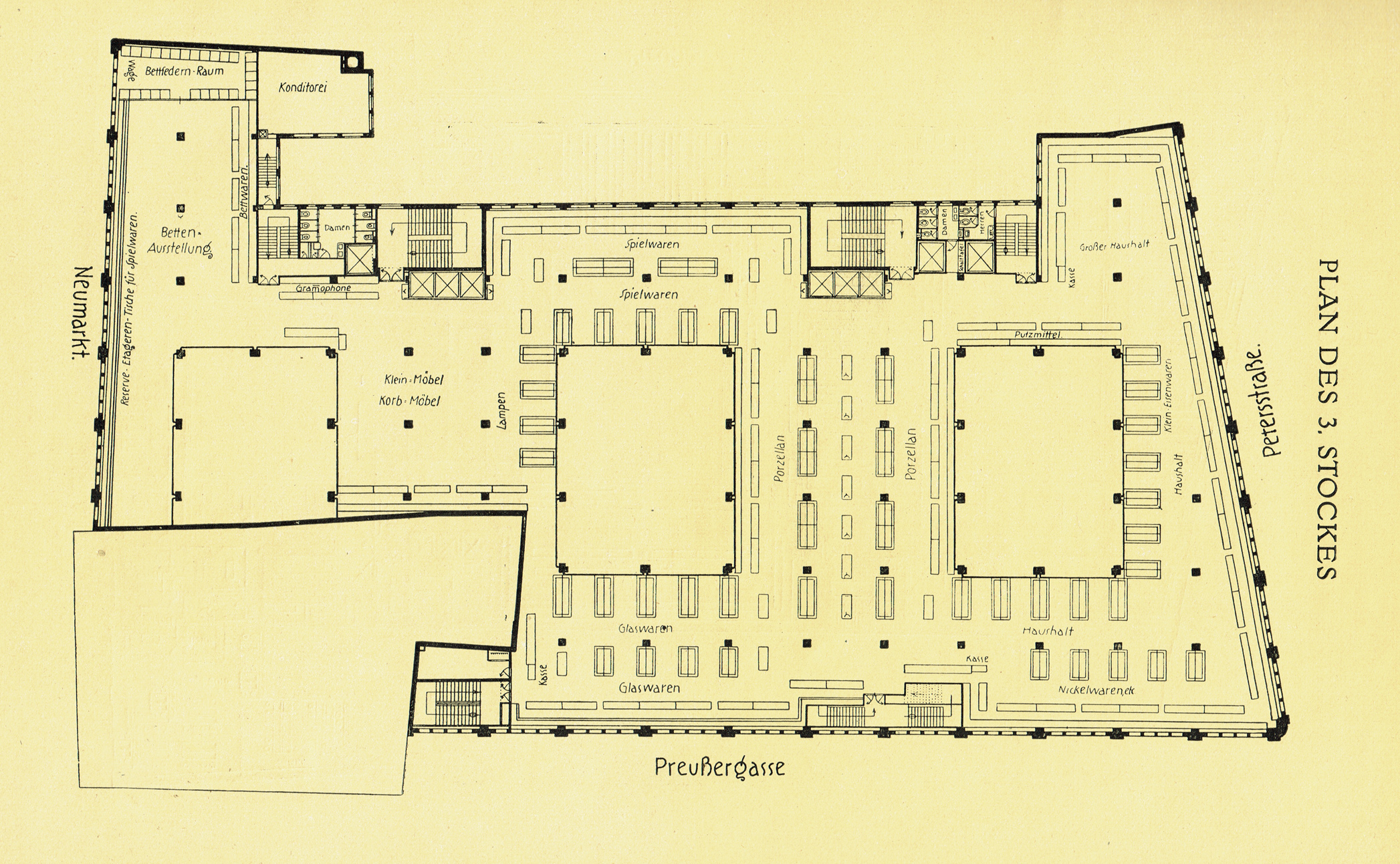
drittes Obergeschoss
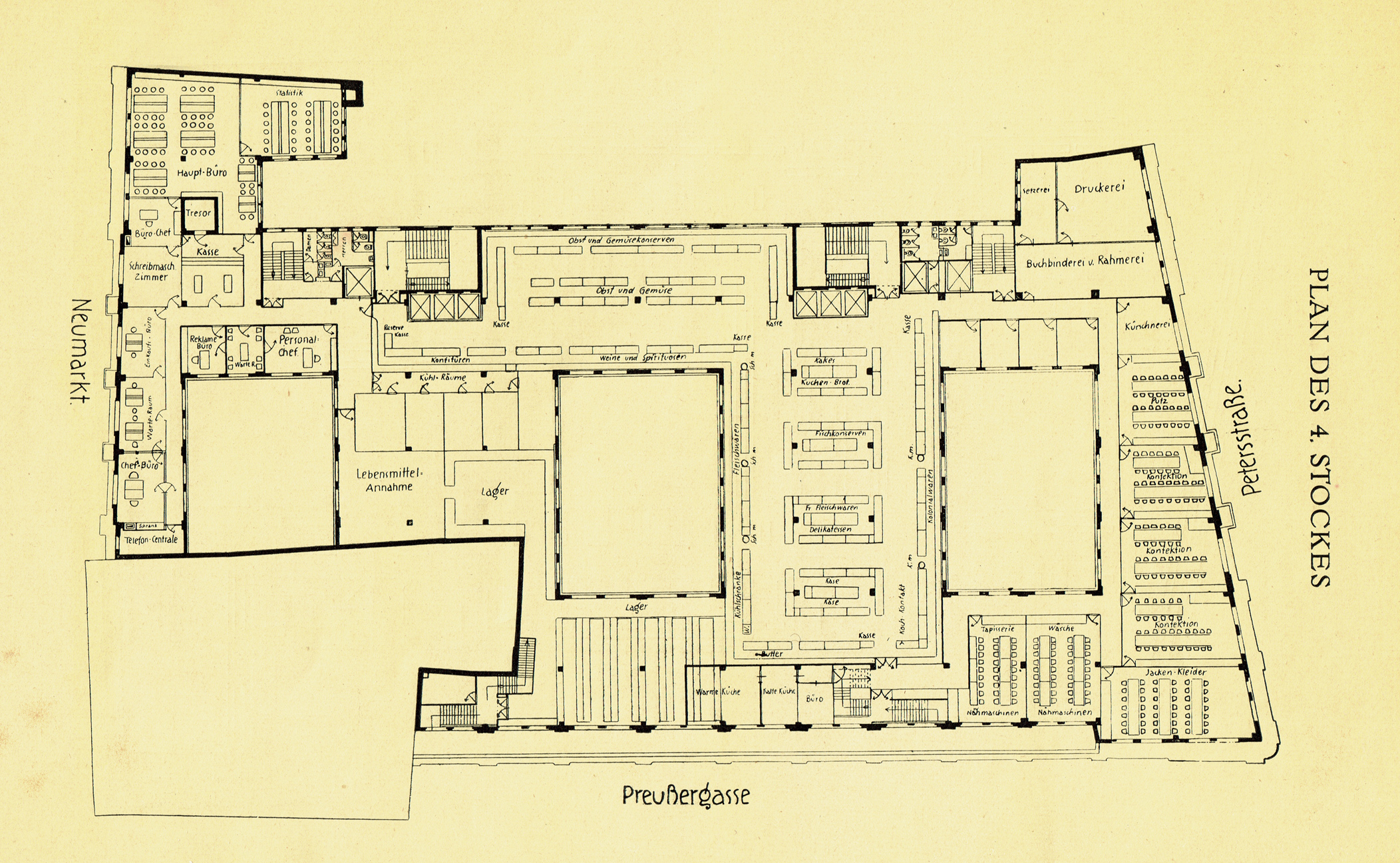
viertes Obergeschoss

Ende 1919 fusionierte Theodor Althoff mit Karstadt, die Althoff-Warenhäuser gingen auf Karstadt über. Der Name Warenhaus Althoff blieb ab 1920 erhalten. Während der schweren Luftangriffe auf Leipzig zwischen Dezember 1943 und Februar 1944 wurde das Warenhaus schwer beschädigt, Karstadt nahm den eingeschränkten Warenverkauf wieder auf.

## Nachfolgeeinrichtungen

### 1946–1990

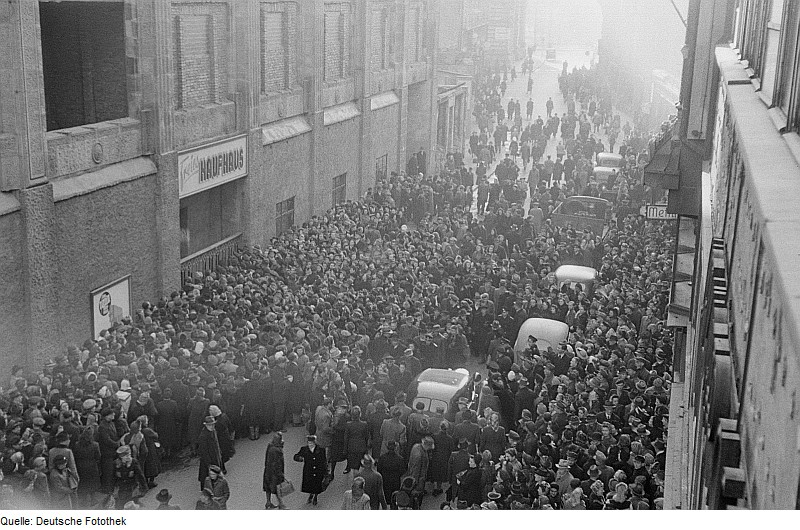
Andrang vor dem Freien Kaufhaus, Deutsche Fotothek, 1949

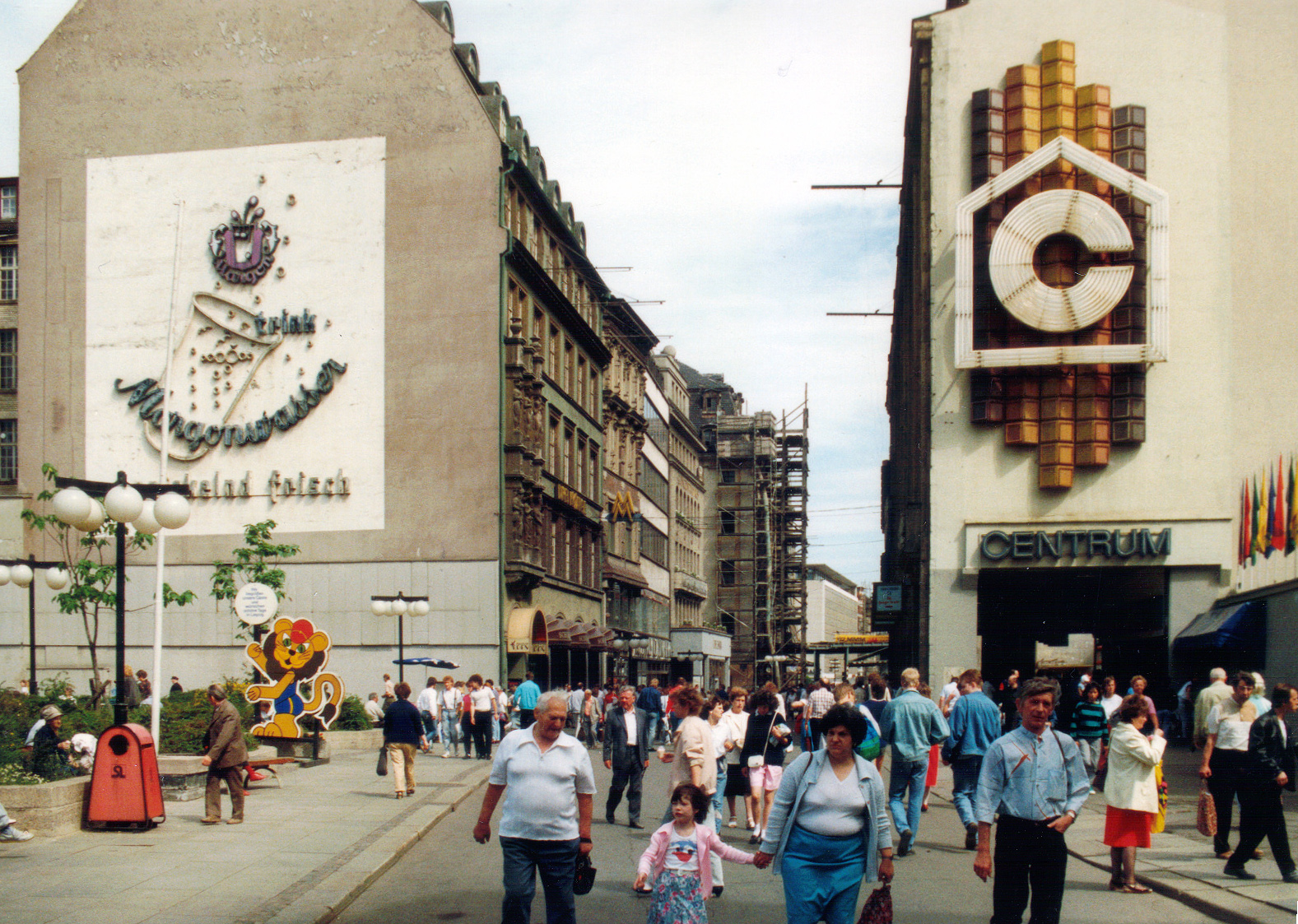
Rechts das Centrum Warenhaus mit dem C-Logo als Leuchtreklame in DDR-Zeit (1989)

1946 ging das immer noch stark zerstörte Warenhaus nach der Verstaatlichung von Unternehmen in der DDR zunächst in das Eigentum der Konsumgenossenschaft über, bevor es im November 1948 provisorisch als sogenanntes Freies Kaufhaus der staatlichen DDR-Handelsorganisation HO wiedereröffnet wurde. Angeboten wurden höherpreisige Produkte unabhängig von Rationierungen. Ab 1951 begann der in mehreren Schritten erfolgte Wiederaufbau und die Umgestaltung des Hauses. Die Lichthöfe wurden geschlossen, dafür erfolgte an der Südseite des Gebäudes der Einbau eines im Art-Déco-Stiles gehaltenen Treppenhauses mit jeweils zwei Zugängen pro Geschoss. Nach Abschluss der Umbauarbeiten im Jahr 1956 mit eingebauten Kolonnaden an den Außenseiten umfasste das Centrum Warenhaus genannte Haus etwa 9.600 Quadratmeter Verkaufsfläche. Im Jahr 1967 wurden im Haus zentral gelegene Rolltreppen als Ergänzung zu den Fahrstühlen eingeweiht.
1974 fand eine Rekonstruktion des Warenhauses statt. Im April 1982 wurde das Erdgeschoss durch einen Brand stark zerstört, was eine einmonatige Schließzeit zur Folge hatte, bevor zumindest die oberen Etagen wieder eröffnet werden konnten. Ende der 1980er Jahre unterhielt das Centrum Warenhaus einen Austausch mit etwa 60 anderen Warenhäusern und Handelsorganisationen aus dem sozialistischen Ausland.

### 1990 bis zur Gegenwart

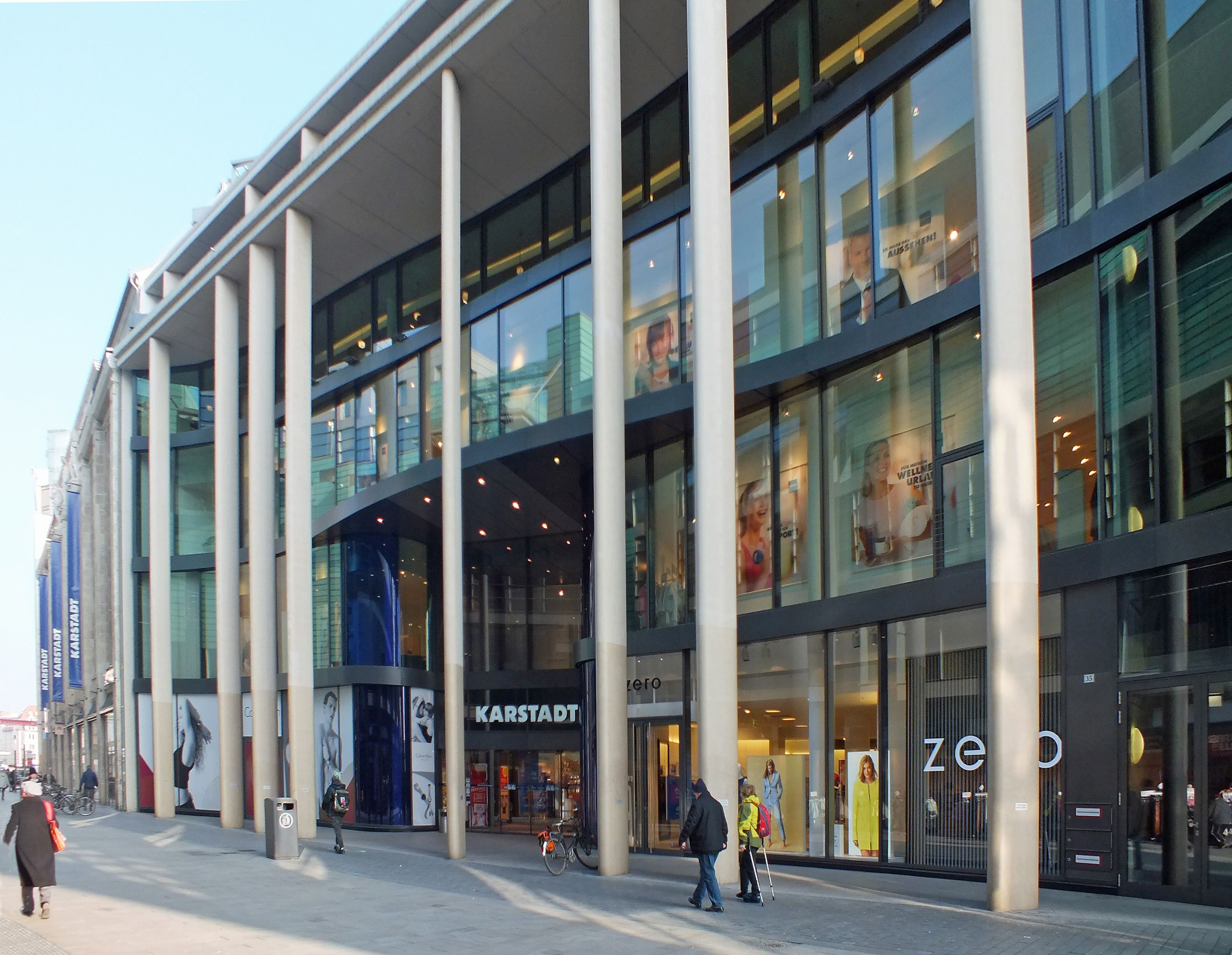
Karstadt Leipzig 2018, ehemals Warenhaus Althoff

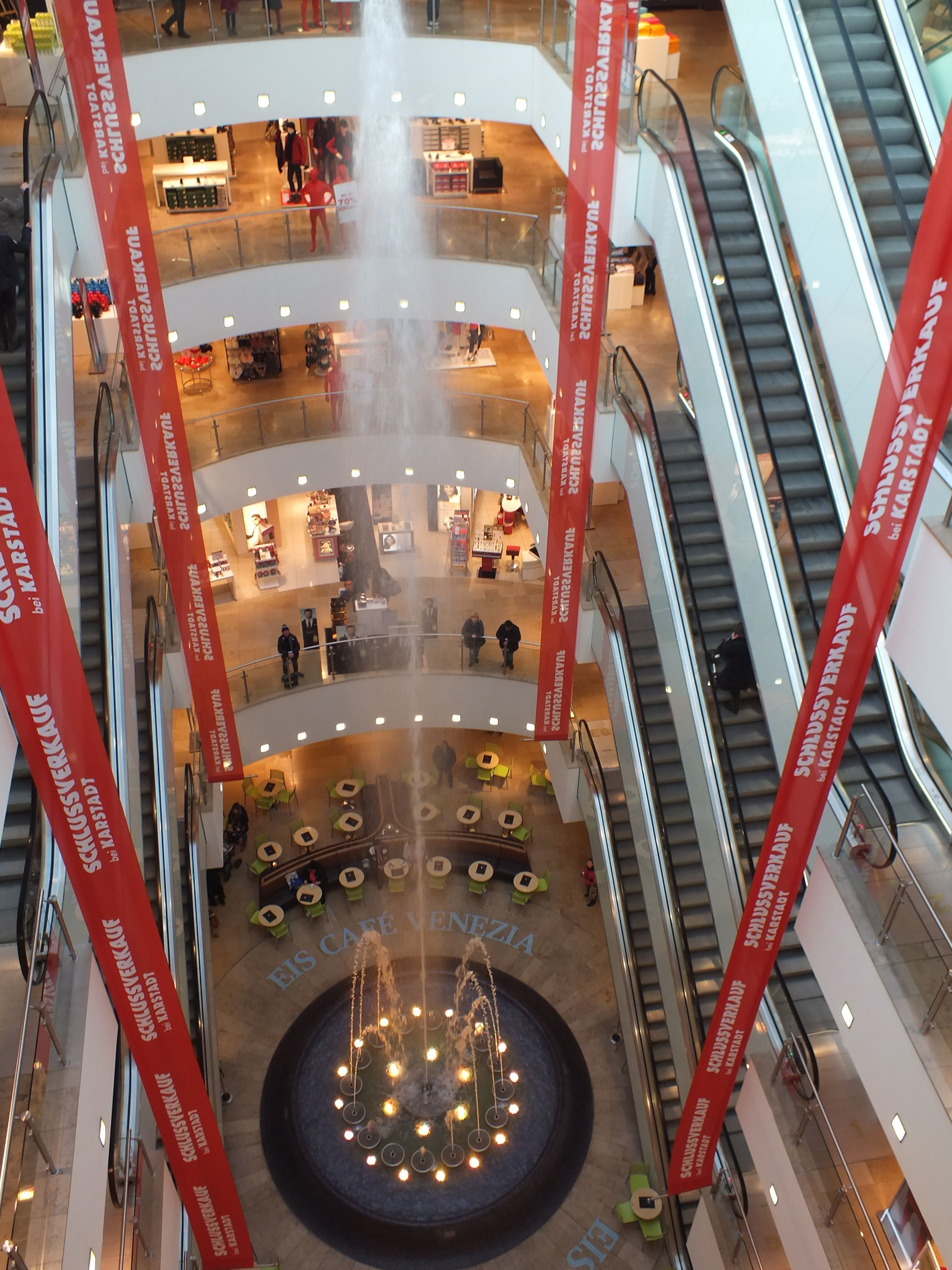
Die Fontäne

Nach bereits im Jahr zuvor begonnenen Verhandlungen bezog 1990 Karstadt wieder das Gebäude. Bis 2002 gehörte dieses der Karstadt Warenhaus GmbH selbst, dann verkaufte sie es an einen Immobilienfonds des Bauunternehmers Josef Esch und der Bank Sal. Oppenheim. Von diesem mietete Karstadt das Kaufhaus für zehn Jahre zu einem erhöhten Preis (Sale-Lease-Back). Zwischen 2004 und 2006 wurde bis auf denkmalgeschützte Fassadenteile das Warenhaus völlig neugestaltet. Weitere Grundstücke im Karree wurden hierbei Karstadt zugesprochen. In einem neuen zentral gelegenen großen Lichthof wurde eine Wasserfontäne installiert, deren Höhe durch alle Geschosse des Hauses reicht. Um den Lichthof herum wurden Rolltreppen eingebaut, das zu DDR-Zeiten errichtete Treppenhaus abgetragen. Nach dem Umbau hatte das Warenhaus in sechs Geschossen zirka 31.000 Quadratmeter Verkaufsfläche, davon etwa ein Drittel für Fremdmieter in Erd- und Untergeschoss. Der Umbau kostete nach Angaben des Esch-Immobilienfonds 180 Millionen Euro.
Nach der Insolvenz des Karstadt-Mutterkonzerns Arcandor im Jahr 2009 ermäßigte der Grundstückseigentümer die jährliche Miete von 11,2 Millionen auf rund 7 Millionen Euro, um einen Weiterbetrieb des Kaufhauses zu ermöglichen. Die Petersstrasse S.à r.l. mit Sitz in Luxemburg, ein Tochterunternehmen des Schweizer Immobilienkonzerns Even Capital, kaufte 2017 das Gebäude. Der neue Eigentümer forderte von Karstadt eine Rückkehr zu dem bis 2009 geltenden Mietpreis, was einer Mieterhöhung um 68 Prozent entsprach. Hierzu sah sich Karstadt nicht in der Lage. Im April 2018 wurde bekannt, dass die Petersstrasse S.à r.l. Karstadt zum 31. März 2019 gekündigt hat. Von der Kündigung waren etwa 400 Mitarbeiter des mittlerweile auf 33.000 Quadratmeter Verkaufsfläche angewachsenen Warenhauses betroffen.